# Асмолов, Владимир Иванович
Владимир Иванович Асмолов (ок. 1860— после 1917) — русский предприниматель, фабрикант, меценат.

## Биография
Брат Владимира, Василий Асмолов, владел крупной табачной фабрикой. После смерти Василия в 1881 году предприятие возглавил Владимир Асмолов. Владимир Иванович проявил хорошие навыки табачного фабриканта, занялся модернизацией производства. В 1888 году на предприятии трудилось 1920 рабочих, оборот составлял 5 млн руб. Предприятие продавало 200 млн штук папирос, 1600 тонн табака. В 1889 году здесь впервые были установлены папиросонабивные машины. К концу XIX века основные фонды предприятия составляли 28 табакокрошильных, 60 гильзопапиросных и 57 папиросонабивных машин. 
В 1898 году предприятие получило титул «Поставщик Двора Его императорского Величества», так как именно продукцию этой фабрики закупал Николай II и другие государственные чиновники. Фабрика наладила экспортные поставки за границу: во Францию, Англию, США, Италию, Японию. Улучшалось качество, становился разнообразнее ассортимент табачных изделий, которые стали производиться I, II и III сортов. Сырьё для работы предприятия завозилось напрямую из Одессы, Турции и Бессарабии, что ощутимо снижало себестоимость продукции. 
В 1909 году на фабрике появились новые машины «Айваз», способные выпускать 5,5—6 тысяч папирос в час и машины Секлюдского, производительность которых составляла до 10 тыс. папирос в час. К 1912 году фабрика Асмолова стала самой большой частной табачной фабрикой в мире по количеству вырабатываемого табака. Количество работников фабрики составляло 2000 человек.
Владимир Асмолов также занимался общественной деятельностью: несколько раз избирался депутатом Ростовской городской думы, занимался благоустройством Ростова и разрешением социальных вопросов; занимался благотворительной деятельностью, на которую потратил сотни тысяч рублей. В 1910 году за заслуги перед войском Донским получил почётный титул казака.
В 1908 году на предприятии были учреждены Правила внутреннего распорядка, согласно которым все работники табачной фабрики и их семьи, вне зависимости от должности, пользовались бесплатным лечением в больнице фабрики и получали денежные выплаты по временной нетрудоспособности. Для работников фабрики Асмолов открыл школу, два клуба и ссудо-сберегательное товарищество.
В 1883 году Асмолов построил в Ростове-на-Дону стационарный Асмоловский театр на 100 зрителей по проекту московского архитектора В. И. Шервуда. Ставились спектакли по пьесам зарубежных и российских классиков, в 1896 году состоялся первый сеанс синематографа. В сезоне 1886—1887 года Асмолов сам держал антрепризу, однако без выдающегося успеха. В 1910 году Асмолов продал театр адвокату Волкенштейну и предпринимателю Файну, театр работал до 1920 года. Также Асмолов построил корпус в городской Николаевской больнице, манеж для езды на велосипеде в Купеческом парке, богадельню. Асмолов возглавлял строительную комиссию по возведению в Ростове здания Городского музея и библиотеки. Когда начался сбор денег, он выступил с предложением «для усиления музейного фонда» немного повысить цену билетов в своём театре. Это помогло собрать 16595 руб. 37 коп., ещё 15283 руб. 49 коп. Асмолов добавил из своих средств. Однако в 1920-е годы большая часть зданий, построенных Асмоловым, была уничтожена.
В 1912 году товарищество было реорганизовано в акционерное общество, после чего Владимир Асмолов получил разрешение Городской Думы на перестройку существующих зданий.  В 1913 году относительно небольшие ростовские табачные фабрики Я. Кушнарёва и А. и Х. Асланиди были поглощены фабрикой Асмолова, в результате появилось Акционерное общество «Асмолов и К°», которое позже вошло во Всероссийский табачный синдикат под эгидой Русско-Азиатского банка и Лондонского отделения русского торгово-промышленного коммерческого банка. В 1915 году стоимость Акционерного общества табачной фабрики «В.И. Асмолов и К» составляла 156700 рублей.  В 1916 году фабрика поставила рекорд производительности, выпустив 5 млрд штук папирос и более 2 тыс. тонн табака. По состоянию здоровья Асмолов перестал руководить фабрикой и передал дело в управление Ростовскому купеческому банку. 
У В.И. Асмолова была большая библиотека, состоявшая из нескольких тысяч томов. В 1918 году часть книг попала в рабочие библиотеки, «уцелевшая часть была возвращена <…> владельцу в поврежденном виде и <…> распродана им». В фонде Донской публичной библиотеки а настоящее время есть 11 экземпляров изданий из коллекции В.И. Асмолова. На одной из книг дарственная надпись Софье Сергеевне Асмоловой от автора книги. Книги в Донскую публичную библиотеку поступили в разные годы (1931, 1937, 1940), в 1947 году было получено несколько книг из Центрального коллектора научных библиотек.
После Октябрьской революции Асмолов эмигрировал во Францию, где ему пришлось пойти работать кочегаром. Умер в бедности.

## Семья
- Жена — Софья Сергеевна, урождённая Барыкова (1864—1905[4]) была дочерью поэтессы Анны Павловны Барыковой, которая имела связи с народовольцами и печатала подпольное издание «Сказка про то, как царь Ахреян ходил богу жаловаться».
  - Сын — Василий (28 июля 1885, Ростов-на-Дону — 5 октября 1962, Париж[4]), возглавлял до революции Ростовский союз журналистов[2]. В эмиграции — делопроизводитель 1-го отдела РОВС, с февраля 1941 года — в Париже, в аппарате отдела[5].
  - Сын — Юрий (1891—19 апреля 1927, Париж)[4], капитан. Некоторое время жил в КСХС в Сремских Карловцах [6], затем во Франции.